# Sadovi (Bélaya Glina, Krasnodar)
Sadovi (del ruso: Садо́вый) es un posiólok del raión de Bélaya Glina del krai de Krasnodar de Rusia. Está situado próximo a la frontera del óblast de Rostov, 13 km al nordeste de Bélaya Glina y 195 km al nordeste de Krasnodar, la capital del krai. Tenía 211 habitantes en 2010.
Pertenece al municipio Tsentrálnoye.